# Svarte mosse (Kungälv, Bohuslän)
Svarte mosse är en sjö i Kungälvs kommun i Bohuslän och ingår i Göta älv-Bäveåns kustområde. Den ligger centralt i Fontins naturreservat. Sjön hyser ett ringa bestånd med fisk, till mestadels gädda men även enstaka exemplar av fjällkarp och abborre. 

## Bilder

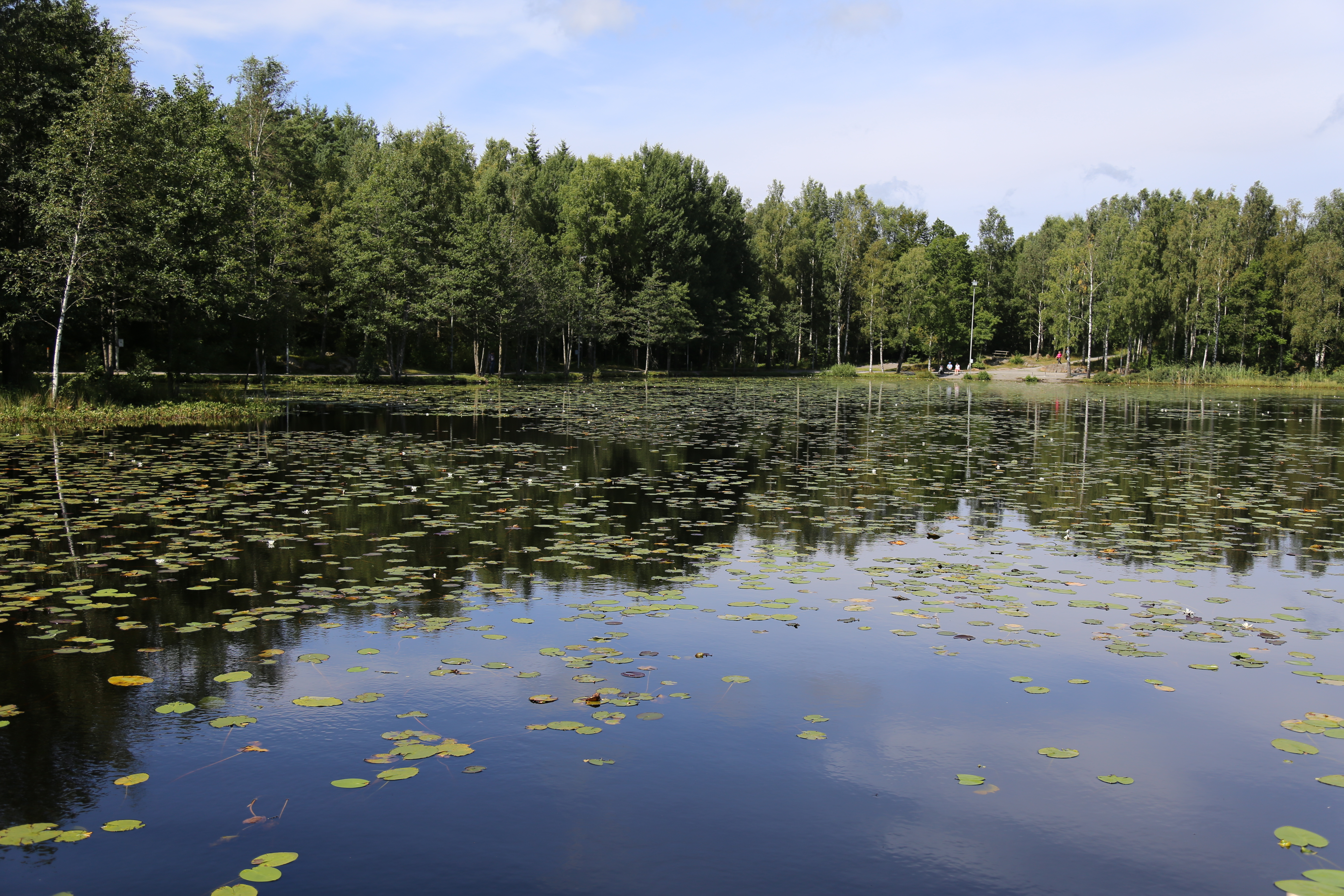
Vy över sjön.
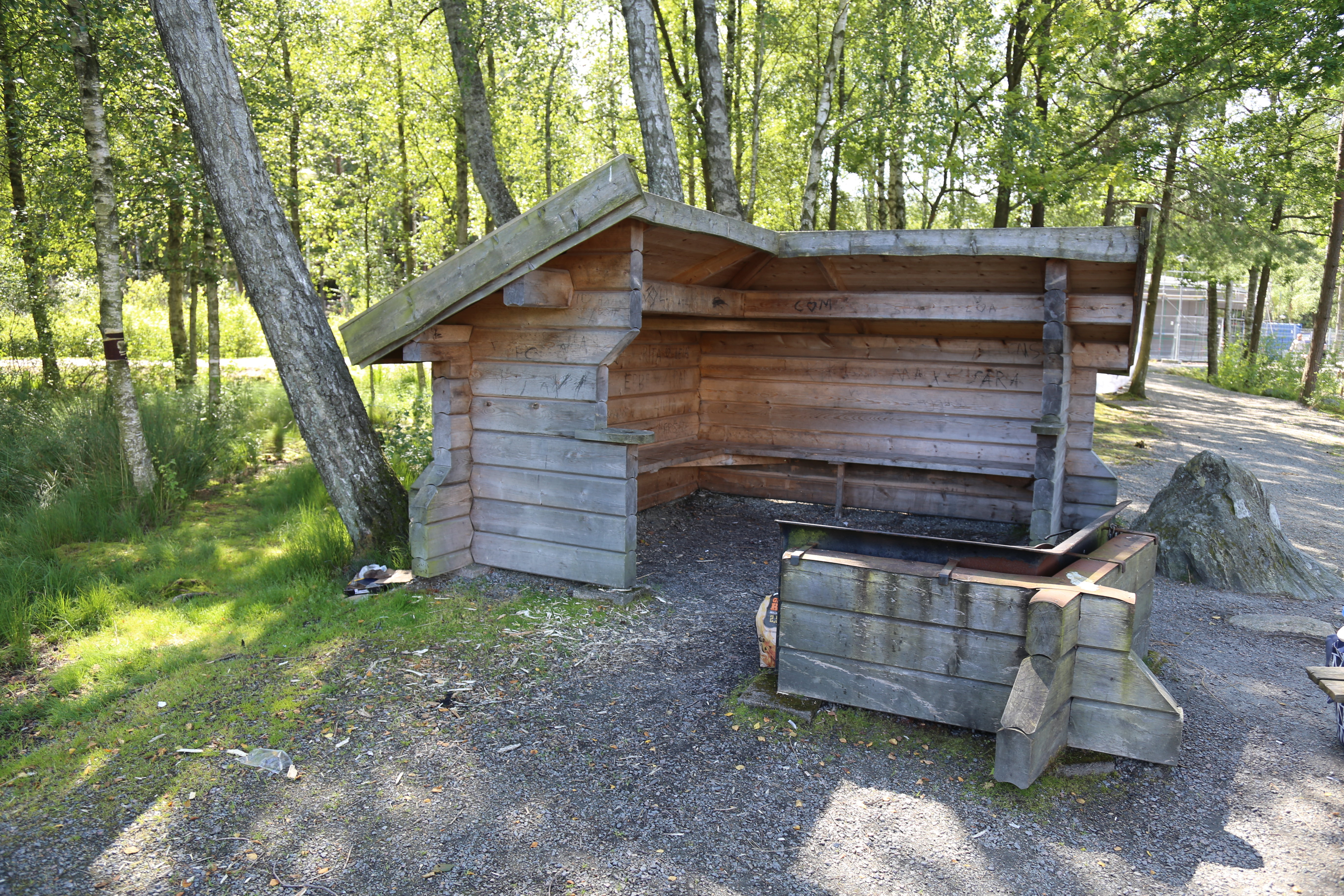
Vindskydd på södra stranden.